# Pterolepis buraeavii
Pterolepis buraeavii är en tvåhjärtbladig växtart som beskrevs av Célestin Alfred Cogniaux. Pterolepis buraeavii ingår i släktet Pterolepis och familjen Melastomataceae. Inga underarter finns listade i Catalogue of Life.